# Gyávák és hősök
A Gyávák és hősök (eredeti cím: Lions for Lambs) 2007-ben bemutatott amerikai filmdráma a rendezői posztot is betöltő Robert Redford, Meryl Streep és az executive producerként is közreműködő Tom Cruise főszereplésével. A történet egy Afganisztánban állomásozó szakaszt, egy főiskolai professzort, illetve egy szenátort és egy riportert követ nyomon.

## Történet
Két eltökélt egyetemista, Arian és Ernest követik idealista professzoruk, Dr. Stephen Malley inspirációját, hogy valami jelentőset tegyenek az életben. Elhatározásuk abban a bátor döntésben nyilvánul meg, hogy csatlakoznak az afganisztáni harcokhoz, s Malleyt ez egyszerre indítja meg és borzasztja el. Most, hogy a két fiatalember a túlélésért harcol a csatamezőn, két különböző történet mozgatórugóivá válnak, Amerika két oldalán. Kaliforniában, a meggyötört Dr. Malley megkísérel kapcsolatba lépni Toddal, a kivételes, ám magának való tanulóval, aki Arian és Ernest szöges ellentéte. Eközben Washingtonban a karizmatikus Jasper Irving szenátor, aki az elnöki székre pályázik, egy kirobbanó sztorit készül felkínálni Janine Roth tévériporternek, ami könnyen befolyásolhatja Arian és Ernest sorsát. A viták, emlékek és golyók viharában a három történet kibontakozik és egyre szorosabban fűződik egymásba.

## Szereplők
| Színész         | Szerep                 | Magyar hang    |
| --------------- | ---------------------- | -------------- |
| Robert Redford  | Dr. Stephen Malley     | Forgács Gábor  |
| Meryl Streep    | Janine Roth            | Bánsági Ildikó |
| Tom Cruise      | Jasper Irving szenátor | Rékasi Károly  |
| Peter Berg      | Wirey Pink             | Dolmány Attila |
| Michael Peña    | Ernest                 | Rajkai Zoltán  |
| Derek Luke      | Arian                  | Zámbori Soma   |
| Andrew Garfield | Todd Hayes             | Csőre Gábor    |
| Kevin Dunn      | ANX-es szerkesztő      | Besenczi Árpád |

## Háttér
A film az első United Artists-produkció, mióta Tom Cruise és Paula Wagner megállapodást kötött az MGM-mel a stúdió irányításáról. A Cruise/Wagner Productions azt követően fejezte be az együttműködést a Paramount Picturesszel, hogy a Mission: Impossible III nem váltotta be a hozzá fűzött reményeket. Cruise egy a Variety-nek adott interjújában elmondta, a Robert Redford munkássága iránti tiszteletből vállalta a film elkészítését.
A forgatás 2007 januárjában vette kezdetét a Pitzer és Pomona Collage campusaiban, melyek a kaliforniai Claremont Collages részét képezik.